# Santo Anjo

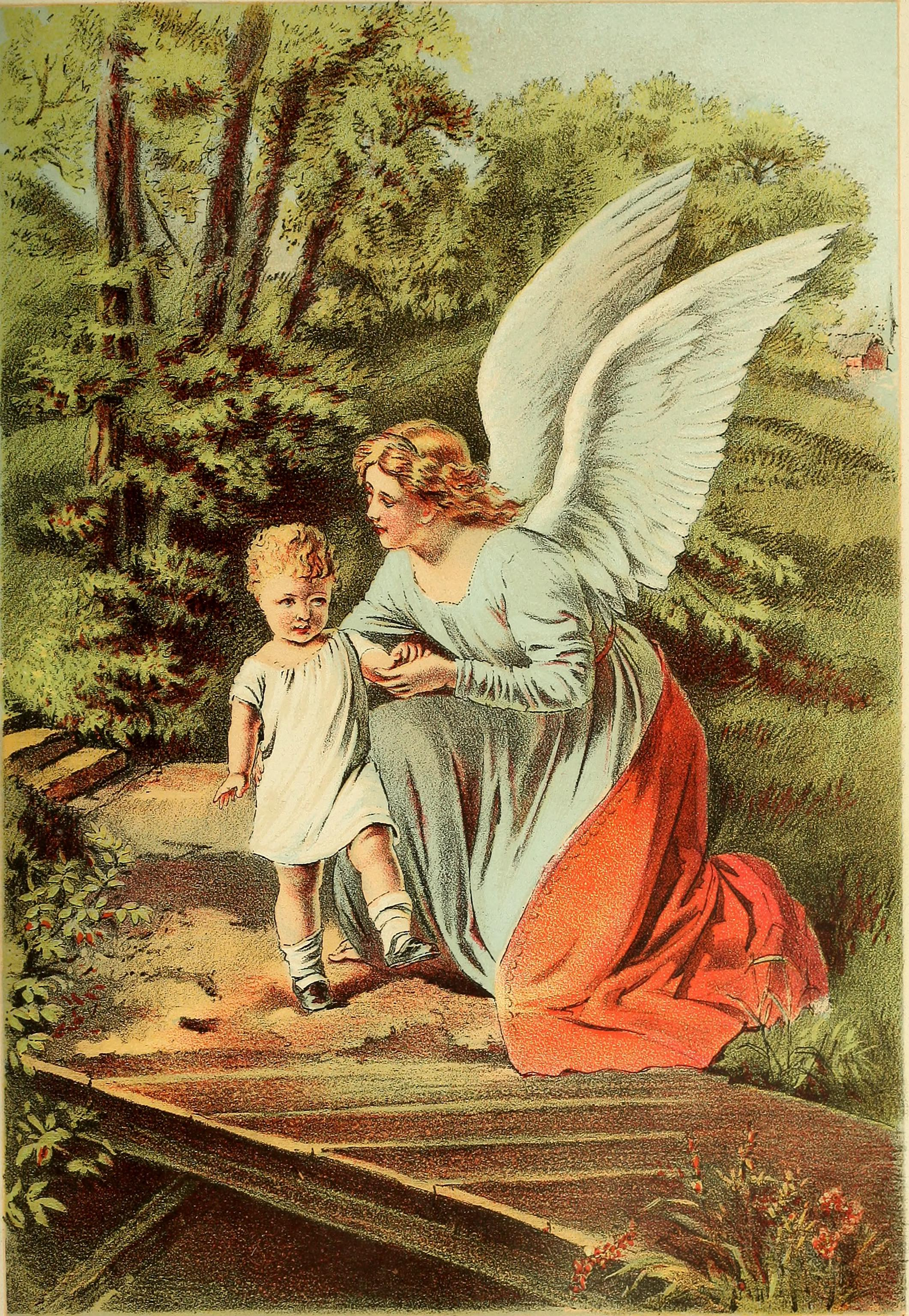
Representação de um Anjo da guarda.

Santo Anjo é uma Oração Católica em que o fiel pede a proteção do seu santo anjo da guarda, e é uma forma de indulgência.
Considera-se que a oração seja baseada em um escrito de Reginaldo da Cantuária.

## Versão mais conhecida
Santo Anjo do Senhor, meu zeloso guardador, se a ti me confiou a piedade divina, sempre me rege, guarda, governa e ilumina. Amém.
É comum um erro gramatical ao final do texto. A prece se dirige ao Anjo tratando-o por TU (como pode-se ver na frase “se a TI me confiou…”), portanto, as formas do imperativo devem ser da segunda pessoa: “...me regE, guardA, governA e iluminA“. Talvez o E de REGE (que está correto) influencie a conjugação errônea dos outros três verbos e muitas vezes a prece é encontrada com o erro: "me rege, guardE, governE e iluminE).

## Versão latina original
Angele Dei,

qui custos es mei,

me, tibi commissum pietate superna,

hodie illúmina, custódi,

rege et gubérna.

Amen.

## Variações
Santo Anjo do Senhor,

meu zeloso guardador,

se a ti me confiou a piedade divina,

que Deus me guarde,

me ilumine e me leve

para um bom caminho.

Amém.
Santo Anjo do Senhor,

meu zeloso e guardador,

se a ti me confiou a piedade divina,

sempre me rege, me guarde

me governe e me ilumine.

Amém.